# Svea S
Svea Stegmann (født 2000) med kunstnernavnet Svea S er en dansk sangerinde og sangskriver i pop-genren.
Svea S begyndte at blive spillet i DR i 2023 og blandt hendes mest spillede sange per 2024 er Langt imellem og Hey far.
Til Dansk Melodi Grand Prix 2023 sang hun en nyfortolkning af Dansevise.
Mindst Ondt fra 2023 er en duet med Malte Ebert.
I 2023 spillede Svea S på Spot Festival og i Lille Vega.
I 2024 er hun planlagt til at spille på Nibe Festival, på Plænen i Tivoli og i 2025 opgraderet til Store Vega.
Svea S har en forholdsvis usædvanlig stemme med hvad hendes producer på Hey far, Malthe Seierup, har kaldt hendes "helt absurde register".
Til Danish Music Awards 2023 var Svea S nomineret i kategorien Årets nye danske navn.
På TikTok-platformen var Svea S' Hey far den sjette mest streamede danske sang i 2023.
Svea S må ikke forveksles med den næsten jævnaldrende sangerinde SVEA (Svea Kågemark) fra den svenske popindustri.
Svea S' navn er svensk gennem hendes morfars mor.
Selv er hun fra Rørvig.